# Heinrich Lübke
Karl Heinrich Lübke (tiếng Đức: [ˈhaɪnʁɪç ˈlʏpkə]; 14 tháng 10 năm 1894 – 6 tháng 4 năm 1972) là Tổng thống thứ hai của Cộng hoà Liên bang Đức (Tây Đức) từ năm 1959 đến năm 1969. Trước khi làm Tổng thống, ông từng giữ chức Bộ trưởng Nông nghiệp Liên bang.